# نگور
نِگور، شهری در بخش مرکزی شهرستان دشتیاری در استان سیستان و بلوچستان ایران است. این شهر، مرکز شهرستان دشتیاری است.

## جمعیت
بر پایه سرشماری عمومی نفوس و مسکن در سال ۱۳۹۵، جمعیت شهر نگور برابر با ۵٬۶۷۰ نفر (۱٬۳۲۰ خانوار) بوده‌است.